# 制輪子

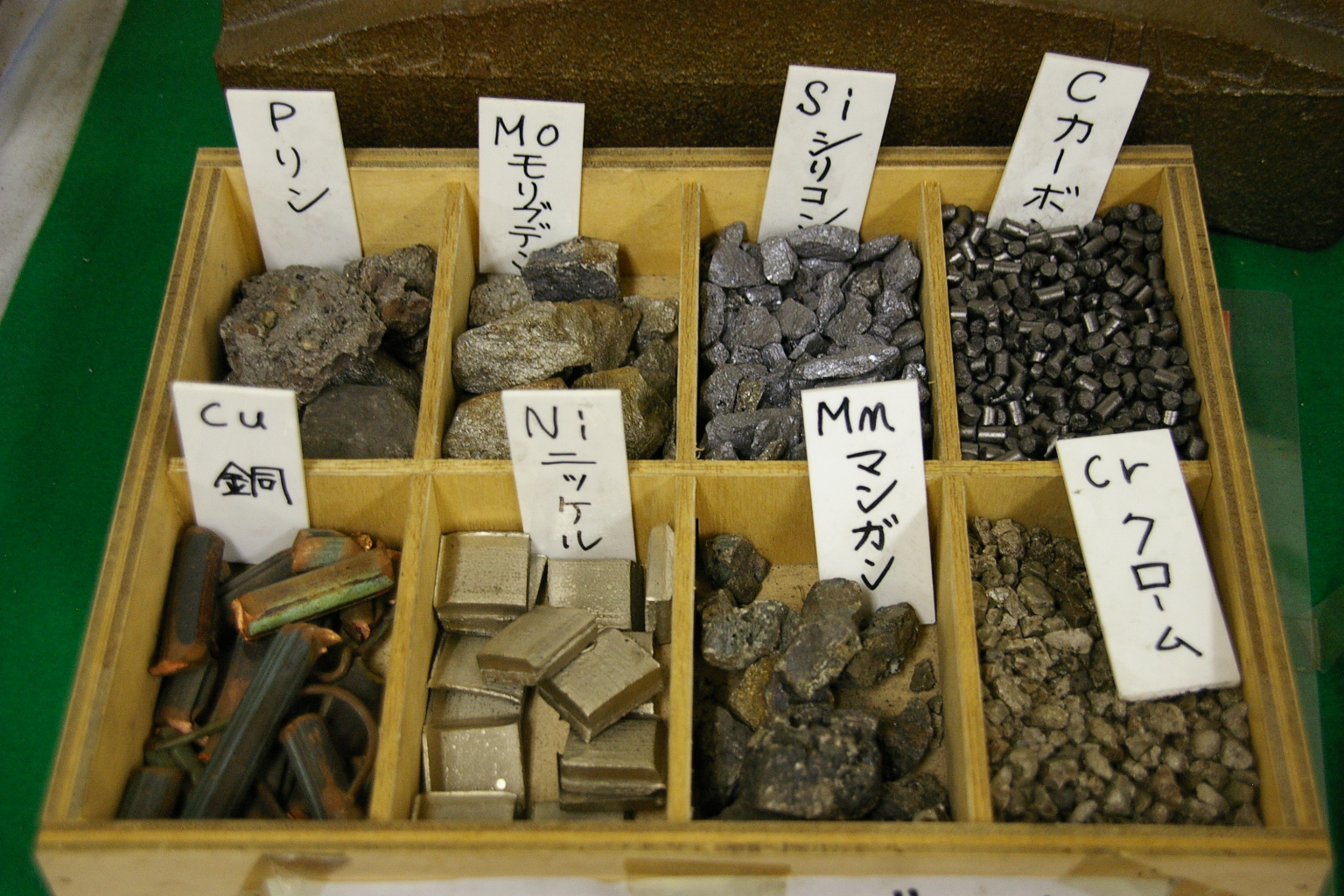
制輪子に使用される様々な材料

制輪子（せいりんし）またはブレーキシュー（英語: brake shoe）は、ブレーキ装置の一部で、自動車のドラムブレーキや鉄道車両の踏面ブレーキ、自転車のブレーキなどに用いられて、対象とする物体に押し当てて摩擦により制動力を得る部品である。ディスクブレーキにおいては、同様の部品をブレーキパッドという。

## 自動車のドラムブレーキ

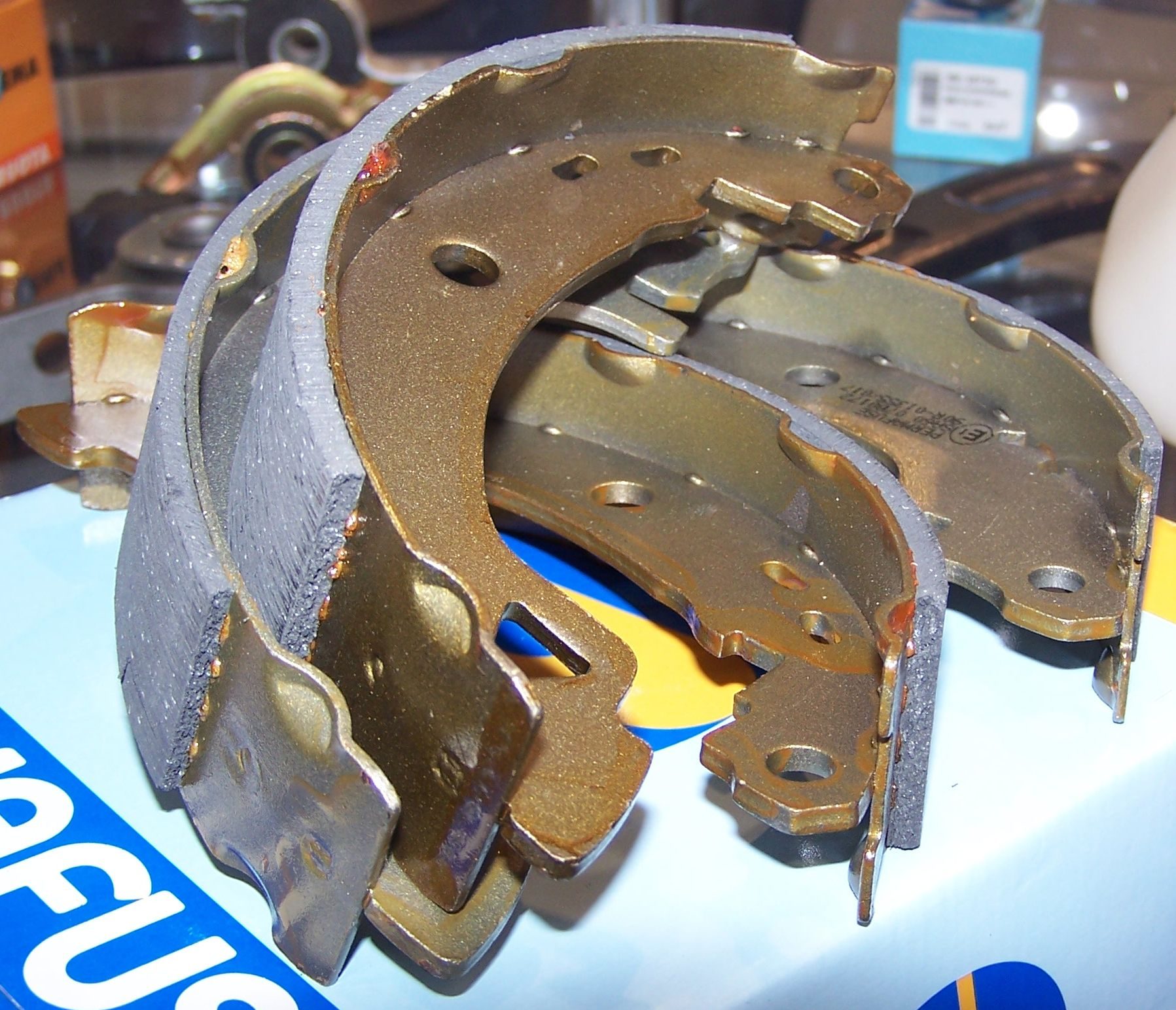
ドラムブレーキのブレーキシューとライニング

ブレーキシューにはブレーキライニングが取り付けられている。ブレーキが掛かると、ブレーキシューが動いてドラムの内側にライニングを押し付ける。ドラムとライニングの間に働く摩擦力により制動力が得られ、エネルギーは熱となって捨てられる。
現代の自動車（乗用車と軽量な商用車）は、四輪ともにディスクブレーキを備えているか、あるいはフロントにディスクブレーキ、リアにドラムブレーキを備えている。ディスクブレーキとの比較においてドラムブレーキの主な短所は、熱を速く放散させることができず、過熱する恐れが大きいこと、冠水や泥による制動力喪失からの復帰が遅いこと、隙間管理が煩雑で、適正値を保っていないと片効きの懸念があること、ロック（滑走）に至るまでのコントロール性が劣り、素早い操作には慣れが必要なこと、設計にもよるが、部品点数やばね下重量の増加を招くことなどである。
それでもなおドラムブレーキが必要とされている理由は、ブレーキパッドを押し付けるだけのディスクブレーキに比べ、リーディング側で食い込む力（自己サーボ作用）が働くためにリーディング側とトレーリング側の組み合わせによって前方向にも後方向にも優れた拘束力が得られる点にある。このためパーキングブレーキと兼用される小型車の後輪や、車両総重量の大きな大型自動車の全輪でドラムブレーキが使われている。また、4輪ディスクブレーキの車両にもパーキングブレーキ専用のドラムが装備される場合があり、これらはドラム・イン・ディスクと呼ばれる。
オートバイでも1970年代まではフロントに２リーディング、リアにリーディングとトレーリングのドラムブレーキを採用する車種が多かった。レースではフロントに２リーディングを両面に装備する４リーディングにドラムの換気装置をつけたものもあったが、オートバイの動力性能が向上してくる中で、ドラムブレーキでは制動能力や耐フェード性、整備性に劣ることから、小排気量のものを除いてディスクブレーキへの移行が進んでいった。
しかし、現在でもレトロな雰囲気を楽しむタイプのオートバイなどでは前後ドラムブレーキを採用するものも多い。車種によっては前輪両面に２リーディングの合計４リーディングを実装していることもある。また一部のオフロードライダーは険しい山道で岩や倒木にローターやキャリパーが激突して破損したり、ブレーキホースが断裂するリスクを嫌い、敢えて前後ドラムブレーキの車種を好んで使用する者も存在する。これは、ワイヤー式のドラムブレーキは岩などに衝突した場合でもドラム本体が破損することは少なく、ブレーキアームが折損したりワイヤーが断裂してもワイヤーを強制的に緊縛することにより応急補修が可能である事がある。またディスクブレーキよりもブレーキの利きがマイルドで、ガレ場でのブレーキコントロールが行いやすく、長時間のブレーキングでもベーパーロック現象のリスクがなく、油圧系統のメンテナンスが不要でワイヤーの注油のみでほぼ日常メンテナンスが完了することなどが挙げられる。このような設計思想の元で製造された車両としてはヤマハ・TWの最初期型などが挙げられるが、現行型では走行安全上の理由からディスクブレーキに変更されている。
なお、オートバイの場合でも自動車の場合でも、1990年代以前の旧い車両のドラムブレーキをメンテナンスする場合には、ブレーキライニングにアスベストが使用されている可能性が高いため、シュー交換履歴が不明な車両のブレーキシュー交換の際にはブレーキダストを絶対に飛散させないように注意が必要である。

## 鉄道の踏面ブレーキ

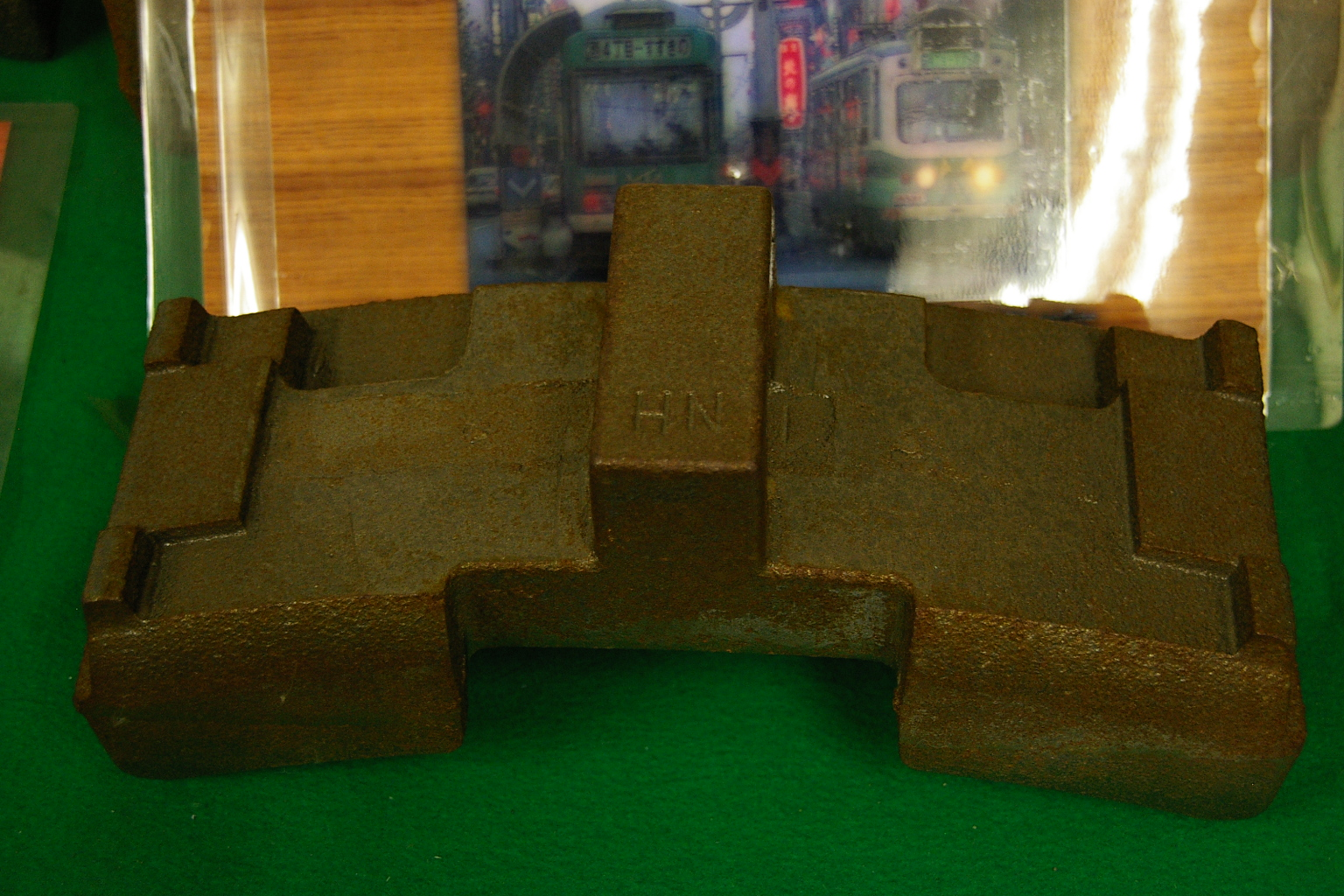
制輪子

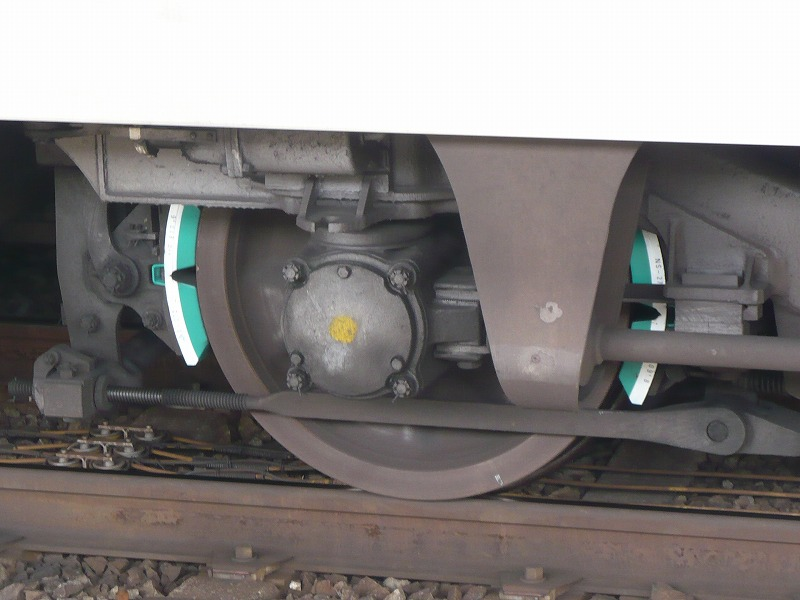
車輪に密着しているのが制輪子

鉄道の踏面ブレーキにおいては、ブレーキが掛かると車輪の踏面に制輪子が押し当てられる。これにより制動力を得るだけではなく、車輪の踏面をこすって綺麗に整える効果もある。
踏面ブレーキ用の制輪子は当初は木で作られていたが、現代では普通鋳鉄制輪子、合成制輪子、焼結合金制輪子などが用いられている。
普通鋳鉄制輪子は鋳鉄で作られており、安価でブレーキ効果に優れ、天候によるブレーキ効果の変化が少ないこともあって、広く用いられている。欠点としては、磨耗量が多く他の制輪子に比べて頻繁に交換が必要で、また制輪子そのものの重量が重い。また速度によってブレーキ効果が大きく変動し、高速域では効きにくく、低速になるに従って急激にブレーキ効果が高くなるため、高速鉄道では扱いにくい。磨耗量を減らすためにマンガンやクロムを添加した合金鋳鉄制輪子もある。これは高速域での摩擦特性が改善されており、高速鉄道や降雪地域などにおいて広く採用されている。
合成制輪子は、合成樹脂に金属粉末や黒鉛を混合して加熱整形したものである。普通鋳鉄制輪子の3分の1ほどと軽量で、安価であり、磨耗量が少ない。また、速度による摩擦係数の変化が少なく高速域にも対応する。一方、投入初期には摩擦面が鏡面化する、車輪とレールの間の粘着が低下する、あるいは雨天時にブレーキ力が落ちる傾向がある、などとされたが、ブレーキライニングメーカーの努力により研磨材配合比率の最適化で解決されている。混合する添加物の配合比率や粉末形状を改良した、増粘着合成制輪子や耐雪形合成制輪子などが開発されている。ライニング生産は自動車用が圧倒的であり鉄道用からは撤退したメーカーも多いが、自動車用組成のラインアップが豊富であるため、その中から選択すれば十分事足りる。
焼結合金制輪子は鉄粉、銅、黒鉛、金属酸化物などの混合物を加圧整形して焼結したものである。主に鉄系を基材とするものが在来線の高速車両などで用いられている。新幹線のディスクブレーキのブレーキパッドにも銅系を基材とするものが用いられている。
金属成分主体のライニングはヨーロッパ製に多く見られ、日本製は樹脂系が多い。

## 自転車のリムブレーキ
自転車のリムブレーキでは、制輪子（ブレーキシュー）はブレーキキャリパーに取り付けられた箱状の部品で、車輪のリムの部分をこすって減速させ停車させる。キャリパーに固定するためのボルトが一本生えており、古くから押出成型されたゴムブロックをプレス鋼板の枠で固定したものが用いられており、廉価車では現在も一般的に見かけられる。スポーツ用自転車では、金属製のパッド本体の表面に射出成型によりゴムを被覆した形態のものが主流になっている。廉価な日常車と比べ使用条件が厳しいスポーツ自転車用のシューは摩擦面のゴム部を薄く固くせざるを得ず消耗が早い。このためシュー交換作業の簡略化と低コスト化を兼ねて、摩擦面のみを交換可能なパッドとしている製品も少なくない。
自転車用ディスクブレーキの制輪子はブレーキパッドと呼ぶことが多く、レジン（合成樹脂）製と金属製のものがある。